# Данпарстадір
Данпарстадір (Danparstapðir) — стародавнє місто на Русі, згадане в давніх скандинавських джерелах: двох піснях із «Старшої Едди» («Гренландська пісня про Атлі» та «Пісня про Хльоде» ("Пісня про битву готів із гунами")) і в «Сазі про Хервьор і конунга Гейдреке» (місцями походить від германської героїчної поезії, але створена в XIII ст. і збереглася в рукописах XIV—XV ст.ст.)
Деякі дослідники перекладають Danparstaðir як «Дніпрове місто» й ототожнюють його з Києвом. Але Ріхард Гайнцель доводить, що в топонімах, утворених за моделлю *-staðir, перша частина зазвичай є особистим ім'ям, а не назвою ріки; до того ж Дніпро відомий у давньоскандинавській писемності як Nepr. Це ставить під сумнів тлумачення топоніма Danparstaðir як «Дніпрового міста» (а отже, і як Києва).
Урсула Дронке вказує, що Danpr («Дніпро») був зафіксований у героїчних піснях як територія розселення готів, яких тут локалізує історик VI ст. Йордан (Danaper).
Готтфрід Шрамм розглядає ім'я Danpr як назву Дніпра, похідну від готської традиції. Він не намагається пов'язати цей топонім з Києвом, але вважає, що гідронім вживався в Середній Наддніпрянщині.
Існує переконання[уточнити], що Данпарстадір, столиця готського роду Амалів, існувала у ІІІ-IV ст.ст. на місці сучасного Берислава.